# علم المحاضرات
علم المحاضرات هو أحد علوم اللغة العربية الأثني عشر، هو علم يحصل منه ملكة إيراد كلام لغير المناسب للمقام من جهة معانيه الوضعية أو من جهة تركيبة الخاص؛ والغرض منه تحصيل تلك الملكة. وفائدته الاحتراز عن الخطأ في تطبيق كلام منقول عن الغير على ما يقتضيه مقام التخاطب من جهة معانيه الأصلية ومن جهة خصوص ذات التركيب نفسه.
المحاضرة في الوضع اللغوي: المجالدة، وهو أن يغالبك على حقك فيغلبك عليه، ويذهب به، قال الليث: «المحاضرة أن يحاضرك إنسان بحقك فيذهب به، مغالبة أو مكابرة، وحاضرته: جاثيته عند السلطان، وهو كالمغالبة والمكاثرة» والمحادثة، تقول حاضر القوم: جالسهم وحادثهم بما يحضره، ومنه: فلان حسن المحاضرة، وألقى عليهم محاضرة.

## الفرق بين علم المحاضرات وعلم المعاني
إن المعاني تطبيق المكلم كلام على مقتضى الحال، وكلام الغير على خواص لائقة بحاله. والمحاضرات: استعمال كلام البلغاء أثناء الكلام في محل مناسب له على طريق الحكاية، وموضوعه وغايته وغرضه ومباديه ظاهرة للمتدبر.